# ChEBI
Biološko pomembne kemijske entitete (iz angleškega Chemical Entities of Biological Interest) je zbirka podatkov in ontologij molekularnih entitet, osredotočena predvsem na »majhne« kemijske spojine. 
Izraz »molekularna entiteta« zajema »vse atome in njihove izotope, molekule, ione, ionske pare, radikale, radikalske ione, komplekse, konformacije itd., ki so prepoznavni kot samostojni subjekti«. Molekularne entitete so bodisi naravni ali sintetični produkti, ki imajo potencialno biološko aktivnost. Gensko kodirane molekule, kot so nukleinske kisline, proteini in peptidi, ki nastajajo s proteolizo, se praviloma ne vnašajo v ChEBI. 

## Področje uporabe in dostopnost
Vsi podatki v zbirki so nezaščiteni ali pridobljeni iz nezaščitenih virov in zato dostopni vsakomur preko javnega spletnega vmesnika. Vsi podatki so popolnoma sledljivi in se izrecno sklicujejo na vir. 

## Slici
1. ↑  de Matos P, Alcántara R, Dekker A, Ennis M, Hastings J, Haug K, Spiteri I, Turner S, Steinbeck C (Januar 2010). »Chemical Entities of Biological Interest: an update«. Nucleic Acids Research. 38 (Database issue): D249-54. doi:10.1093/nar/gkp886. PMC 2808869. PMID 19854951.
2. ↑  P. De Matos, R. Alcantara, A. Dekker, M. Ennis, J. Hastings, K. Haug, I. Spiteri, S. Turner, C. Steinbeck (2009). Chemical Entities of Biological Interest: An update. Nucleic Acids Research 38: D249–54. DOI: 10.1093/nar/gkp886.PMID 19854951.
3. ↑  K. Degtyarenko, P. De Matos, M. Ennis, J. Hastings, M. Zbinden, A. McNaught, R. Alcantara, M. Darsow in drugi  (2007). ChEBI: A database and ontology for chemical entities of biological interest. Nucleic Acids Research 36: D344–50. doi:10.1093/nar/gkm791. PMC 2238832. PMID 17932057.
4. ↑  molecular entity. IUPAC, Compendium of Chemical Terminology, 2. izdaja, 1997.